# لوسيان بويس
لوسيان بويس مواليد 11 سبتمبر 1892 في فلاندر الشرقية، بلجيكا - الوفاة 03 يناير 1980، كان دراج بلجيكي في صنف سباق الدراجات على الطريق.

## سجل النتائج

### سباقات أو مراحل فاز بها
- طواف فرنسا

## وصلات خارجية
- الموقع الرسمي

## روابط خارجية
- لوسيان بويس على موقع أرشيف الدراجات (الإنجليزية)
- لوسيان بويس على موقع إحصائيات الدراجات الإحترافية (الإنجليزية)
- لوسيان بويس على موقع CycleBase (الإنجليزية)